# Louis Mary Fink

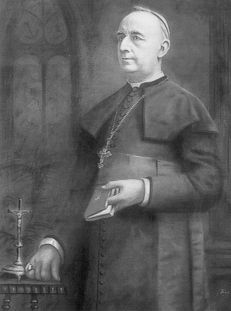
Bischof Louis Mary Fink (ca. 1900)

Louis Mary Fink OSB (* 12. Juli 1834 in Triftersberg, Roding, Königreich Bayern; † 17. März 1904 in Leavenworth, Kansas, Vereinigte Staaten) war römisch-katholischer Bischof von Leavenworth.

## Leben
Michael Fink stammte aus Triftersberg bei Roding. Er emigrierte im Alter von 18 Jahren in die Vereinigten Staaten. Dort trat er in den Benediktinerorden ein und nahm den Ordensnamen Louis Mary an. Am 6. Januar 1854 legte er seine Profess ab.
Am 28. Mai 1857 empfing Fink durch den Bischof von Erie, Joshua Maria Young das Sakrament der Priesterweihe. 1860 wurde er Prior im Kloster St. Joseph in Chicago. 1868 übernahm er die Leitung des Benediktinerkonvents und Colleges in Atchison (Kansas), wo eines der Hauptgebäude nach ihm benannt wurde.
Am 1. März 1871 ernannte ihn Papst Pius IX. zum Koadjutor des Apostolischen Vikars von Kansas und Titularbischof von Eucarpia. Die Bischofsweihe spendete ihm am 11. Juni desselben Jahres der Koadjutorbischof von Chicago, Thomas Patrick Roger Foley. Mitkonsekratoren waren John Baptiste Miège SJ, Apostolischer Vikar von Kansas, und Joseph Melcher, Bischof von Green Bay. Nach der Emeritierung von John Baptiste Miège folgte er diesem als Apostolischer Vikar nach, ehe er 1877 mit der Schaffung des Bistums Leavenworth zu dessen erstem Bischof ernannt wurde. Dieses Amt hatte er bis zu seinem Tod inne.